# 多數獎勵
多數獎勵（Majority premium；Majority bonus system，MBS），是名單比例代表制分配席次方法中，給予第一大黨或政黨聯盟額外紅利席次（bonus seats）以穩定政局的特殊設計，既實行比例代表制保障小黨，同時可以穩定執政。
目前希臘、聖馬利諾國會選舉，以及法國部分地方議會選舉採用。

## 沿革
墨索里尼時代所制定的阿塞博法為濫觴。1922年進軍羅馬受命組閣當時，在義大利王國下議院535名議員中，只有36名屬法西斯黨而與右翼政黨組聯合內閣。因此想盡辦法強迫國會通過新選舉法，分成15個選區，全國得票最多且得票率達25%以上的政黨，即在各選區取得三分之二席次，其餘才由政黨比例分配之。結果在1924年下議院大選中大勝，535名當選者中，法西斯黨暴增至357名（約佔66％），進一步掌控議會實施獨裁。
二戰結束後，儘管這種席次分配方式曾引人非議，現今仍在部分歐洲國家使用。

## 採用國家

### 義大利
自1993年地方議會選舉、2006至2013年大選實行的分配席次方法。義大利眾議院應選630名，全國得票最多的政黨或政黨聯盟未達340席者、即取得340席；義大利參議院應選315名，則是各省份選區得票最多的政黨或政黨聯盟取得該選區54%席次。剩餘名額由其他政黨或聯盟依得票比率分配之。
但由於2016年義大利憲法公投和憲法法院對於前述方式的部分條文認定違憲的結果，使得義大利議會兩院的選舉系統缺乏統一性。2017年10月，眾議院和參議院分別以375和214的贊成票數通過了名為Rosatellum 2.0的選舉法案，所以2018年義大利以並立制進行2018年國會選舉。

### 希臘
希臘議會應選300名，250席由各選區選出，全國得票最多的政黨取得剩餘50席。選舉制度有利當時兩大政黨中間偏右的新民主黨和中間偏左的泛希臘社會主義運動在1974至2012年輪流執政。但如果未能獲得足夠席次通常151席，依然無法組閣穩定政局。參照2012年5月希臘議會選舉，新民主黨作為第一大黨無法組閣，要再次舉行大選。6月重新舉行大選後，中間偏右的新民主黨和中間偏左的泛希臘社會主義運動組建大聯合政府。
2016年激进左翼联盟主导下通过的新選舉法定于新的選舉法通过后第二次选举实施，使希腊停止实施多數獎勵制度，然而在2019年希腊议会选举胜选的新民主党重新执政后隨即於2020年1月廢除了2016年通過的新選舉法，並恢復多數獎勵制度，但計算方法與2016年前仍有不同：得票最多且得票率达到25%的政党可以获得20个席位，之后每取得0.5%就增加一个席位，最多可以凭40%得票率获得50个席位。其余席位则继续按比例分配，如果有一个政党取得至少40%的票数，可分配席位为250个；如果没有政党取得25%的票数，可分配席位为300个。

### 聖馬利諾
聖馬利諾大議會應選60名，全國得票最多的政黨或政黨聯盟取得35席。剩餘名額由其他政黨或政黨聯盟依得票比率分配之。

### 法國
法國一些居民超過3500人的市鎮議會選舉實行兩輪名單比例代表制。得票過半數且超過登記選民25%者取得50%席位。若在第一輪投票中，得票未過半數，得票率10%以上者進入二輪投票。在第二輪角逐中，各政黨可調整與第一輪得票率5%以上的競選名單合併或吸納，得票最多者取得50%席位。兩個名單得票數相等時，以參選人平均年齡最高者優先。其餘名額由政黨比例分配之，但得票率未達5%者則淘汰出局。